# Eustroma melancholica
Eustroma melancholica är en fjärilsart som beskrevs av Butler 1878. Eustroma melancholica ingår i släktet Eustroma och familjen mätare. Inga underarter finns listade i Catalogue of Life.